# Olympische Winterspiele 2010/Teilnehmer (Österreich)
| Gelbes Symbol für Goldmedaillen mit stilisierten Olympischen Ringen | Graues Symbol für Silbermedaillen mit stilisierten Olympischen Ringen | Braundes Symbol für Bronzemedaillen mit stilisierten Olympischen Ringen |
| ------------------------------------------------------------------- | --------------------------------------------------------------------- | ----------------------------------------------------------------------- |
| 4                                                                   | 6                                                                     | 6                                                                       |

Österreich nahm an den Olympischen Winterspielen 2010 im kanadischen Vancouver mit 81 Athleten teil.

## Nominierungen
Das vorläufige Olympiateam (84 Aktive) wurde am 25. Jänner 2010 im Rahmen einer Pressekonferenz des Österreichischen Olympischen Comités (ÖOC) bekanntgegeben. Die Reduzierung auf 81 Athleten, 27 Frauen und 54 Männer, erfolgte am 1. Februar 2010.

## Flaggenträger

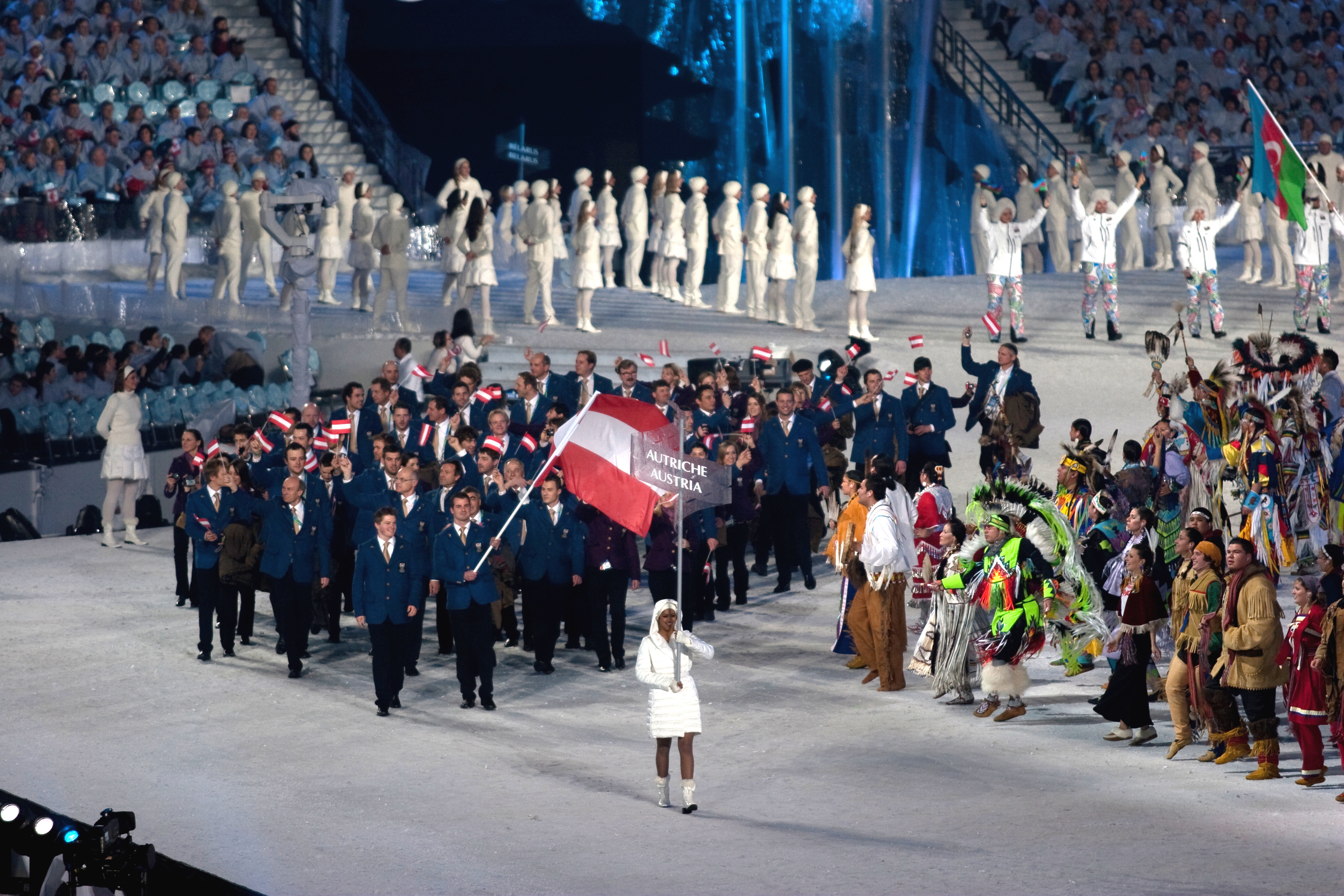
Einzug der österreichischen Mannschaft

Flaggenträger bei der Eröffnungsfeier war Andreas Linger (Rodelolympiasieger 2006 und später auch 2010). Während des Einmarsches der österreichischen Athleten in das BC Place Stadium gab er die Flagge Österreichs an seinen Bruder und Rodelpartner Wolfgang weiter. Bei der Abschlussfeier wurde die Flagge von Nina Reithmayer, Silbermedaillengewinnerin im Damen-Rodelrennen, getragen.

## Medaillen
Österreich beendete diese Spiele mit vier Gold- sowie je sechs Silber- und Bronzemedaillen. Somit waren diese Spiele die dritterfolgreichsten in der österreichischen Olympiageschichte hinter Turin 2006 (9-7-7) und Albertville 1992 (6-7-8). Die insgesamt 16 erreichten Medaillen bedeuten den niedrigsten Wert seit Lillehammer 1994 (neun Medaillen).
Bemerkenswert war, dass österreichische Sportler nur in Disziplinen gewinnen konnten, die auch vor vier Jahren an Österreich gingen. Mit Andreas und Wolfgang Linger sowie Thomas Morgenstern und Andreas Kofler als Teil der Springer- bzw. Felix Gottwald und Mario Stecher als Teil der nordischen Kombinierermannschaft konnten gleich sechs Athleten ihre Titel verteidigen, was bis dahin nur dem Eiskunstläufer Karl Schäfer (Gold 1932 und 1936) gelungen war.
Auffällig war auch, dass Österreichs Sportler in Kanada häufig nur undankbare vierte Plätze erreichten. Österreich führt die „Pechwertung“ mit neun vierten sowie je sieben fünften und sechsten Plätzen vor Russland (9-0-6) und Deutschland (8-8-7) an.

### Medaillenspiegel
| Rang   | Sportart              | Gold | Silber | Bronze | Gesamt |
| ------ | --------------------- | ---- | ------ | ------ | ------ |
| 1      | Ski Alpin             | 1    | 1      | 2      | 4      |
| 2      | Rennrodeln            | 1    | 1      | —      | 2      |
| 3      | Skispringen           | 1    | —      | 2      | 3      |
| 4      | Nordische Kombination | 1    | —      | 1      | 2      |
| 5      | Biathlon              | —    | 2      | —      | 2      |
| 6      | Snowboard             | —    | 1      | 1      | 2      |
| 7      | Freestyle-Skiing      | —    | 1      | —      | 1      |
| Gesamt | Gesamt                | 4    | 6      | 6      | 16     |

### Medaillengewinner
| Name/n                                                                  | Sportart              | Wettkampf             |
| ----------------------------------------------------------------------- | --------------------- | --------------------- |
| Gold                                                                    |                       |                       |
| Andreas Linger Wolfgang Linger                                          | Rodeln                | Doppelsitzer          |
| Andrea Fischbacher                                                      | Ski Alpin             | Super G               |
| Wolfgang Loitzl Andreas Kofler Thomas Morgenstern Gregor Schlierenzauer | Skispringen           | Mannschaft            |
| Bernhard Gruber David Kreiner Felix Gottwald Mario Stecher              | Nordische Kombination | Teamwettkampf         |
| Silber                                                                  |                       |                       |
| Christoph Sumann                                                        | Biathlon              | 12,5 km Verfolgung    |
| Nina Reithmayer                                                         | Rodeln                | Einsitzer             |
| Andreas Matt                                                            | Freestyle-Skiing      | Skicross              |
| Simon Eder Daniel Mesotitsch Dominik Landertinger Christoph Sumann      | Biathlon              | 4 × 7,5 km Staffel    |
| Marlies Schild                                                          | Ski Alpin             | Slalom                |
| Benjamin Karl                                                           | Snowboard             | Parallel-Riesenslalom |
| Bronze                                                                  |                       |                       |
| Gregor Schlierenzauer                                                   | Skispringen           | Normalschanze         |
| Gregor Schlierenzauer                                                   | Skispringen           | Großschanze           |
| Elisabeth Görgl                                                         | Ski Alpin             | Abfahrt               |
| Elisabeth Görgl                                                         | Ski Alpin             | Riesenslalom          |
| Bernhard Gruber                                                         | Nordische Kombination | Gundersen Großschanze |
| Marion Kreiner                                                          | Snowboard             | Parallel-Riesenslalom |

## Teilnehmer nach Sportarten

### Biathlon
| Athleten                                                           | Wettbewerbe        | Zeit         | Fehler        | Rang         |
| ------------------------------------------------------------------ | ------------------ | ------------ | ------------- | ------------ |
| Tobias Eberhard                                                    | Ohne Einsatz       | Ohne Einsatz | Ohne Einsatz  | Ohne Einsatz |
| Simon Eder                                                         | 10 km Sprint       | 25:32,2 min  | 0             | 11           |
| Simon Eder                                                         | 12,5 km Verfolgung | 34:09,4 min  | 3 (0+0+2+1)   | 4            |
| Simon Eder                                                         | 15 km Massenstart  | 37:29,7 min  | 4 (0+0+2+2)   | 25           |
| Simon Eder                                                         | 20 km Einzel       | 49:41,7 min  | 2 (1+1+0+0)   | 6            |
| Dominik Landertinger                                               | 10 km Sprint       | 26:23,7 min  | 4 (2+2)       | 34           |
| Dominik Landertinger                                               | 12,5 km Verfolgung | 35:06,7 min  | 3 (1+0+1+1)   | 14           |
| Dominik Landertinger                                               | 15 km Massenstart  | 36:09,7 min  | 4 (1+0+1+2)   | 7            |
| Dominik Landertinger                                               | 20 km Einzel       | 52:00,8 min  | 4 (0+2+1+1)   | 23           |
| Daniel Mesotitsch                                                  | 10 km Sprint       | 26:45,3 min  | 2 (1+1)       | 45           |
| Daniel Mesotitsch                                                  | 12,5 km Verfolgung | 36:56,0 min  | 4 (0+0+3+1)   | 41           |
| Daniel Mesotitsch                                                  | 15 km Massenstart  | 36:05,9 min  | 4 (0+1+0+2)   | 5            |
| Daniel Mesotitsch                                                  | 20 km Einzel       | 50:32,0 min  | 2 (0+1+0+1)   | 9            |
| Friedrich Pinter                                                   | Ohne Einsatz       | Ohne Einsatz | Ohne Einsatz  | Ohne Einsatz |
| Christoph Sumann                                                   | 10 km Sprint       | 25:32,7 min  | 2 (2+0)       | 12           |
| Christoph Sumann                                                   | 12,5 km Verfolgung | 33:54,9 min  | 2 (0+0+1+1)   | Silber       |
| Christoph Sumann                                                   | 15 km Massenstart  | 36:01,6 min  | 1 (0+1+0+0)   | 4            |
| Christoph Sumann                                                   | 20 km Einzel       | 50:04,9 min  | 3 (0+2+0+1)   | 8            |
| Simon Eder Dominik Landertinger Daniel Mesotitsch Christoph Sumann | 4 × 7,5 km Staffel | 1:22:16,7 h  | 1+8 (1+6 0+2) | Silber       |

### Bob
| Athleten                                                           | Wettbewerb | Lauf 1  | Lauf 2  | Lauf 3  | Lauf 4  | Gesamt     | Gesamt |
| Athleten                                                           | Wettbewerb | Zeit    | Zeit    | Zeit    | Zeit    | Zeit       | Rang   |
| ------------------------------------------------------------------ | ---------- | ------- | ------- | ------- | ------- | ---------- | ------ |
| Jürgen Loacker Christian Hackl                                     | Zweierbob  | 52,55 s | 52,86 s | 52,73 s | 52,64 s | 3:30,7 min | 18     |
| Wolfgang Stampfer Jürgen Mayer                                     | Zweierbob  | DSQ     | DSQ     | DSQ     | DSQ     | DSQ        | DSQ    |
| Wolfgang Stampfer Christian Hackl Jürgen Mayer Johannes Wipplinger | Viererbob  | 53,64 s | DNS     | DNS     | DNS     | DNS        | DNS    |

### Eiskunstlauf
| Athleten       | Wettbewerbe | Kurzprogramm | Kür           | Gesamt        | Gesamt |
| Athleten       | Wettbewerbe | Kurzprogramm | Kür           | Punkte        | Rang   |
| -------------- | ----------- | ------------ | ------------- | ------------- | ------ |
| Viktor Pfeifer | Herren      | 23           | 20            | 175,93        | 21     |
| Miriam Ziegler | Damen       | 26           | ausgeschieden | ausgeschieden | 26     |

### Eisschnelllauf
| Athlet      | Wettbewerb | Zeit        | Rang |
| ----------- | ---------- | ----------- | ---- |
| Frauen      |            |             |      |
| Anna Rokita | 1500 m     | 2:02,67 min | 28   |
| Anna Rokita | 3000 m     | 4:16,42 min | 16   |

### Freestyle-Skiing
| Athleten          | Wettbewerbe | Qualifikation | Qualifikation | Finale | Rang |
| Athleten          | Wettbewerbe | Punkte        | Rang          | Punkte | Rang |
| ----------------- | ----------- | ------------- | ------------- | ------ | ---- |
| Frauen            |             |               |               |        |      |
| Margarita Marbler | Buckelpiste | 23,77         | 8             | 23,59  | 6    |

| Athleten            | Wettbewerbe | Qualifikation | Qualifikation | Achtelfinale | Viertelfinale | Halbfinale    | Finale A/B    | Rang   |
| Athleten            | Wettbewerbe | Zeit          | Rang          | Rang         | Rang          | Rang          | Rang          | Rang   |
| ------------------- | ----------- | ------------- | ------------- | ------------ | ------------- | ------------- | ------------- | ------ |
| Frauen              |             |               |               |              |               |               |               |        |
| Katharina Gutensohn | Skicross    | 1:21,26 min   | 25            | 3            | ausgeschieden | ausgeschieden | ausgeschieden | 26     |
| Karin Huttary       | Skicross    | 1:18,84 min   | 8             | 1            | 1             | 1             | 4             | 4      |
| Andrea Limbacher    | Skicross    | 1:20,86 min   | 23            | 4            | ausgeschieden | ausgeschieden | ausgeschieden | 24     |
| Katrin Ofner        | Skicross    | 1:20,61 min   | 22            | 3            | ausgeschieden | ausgeschieden | ausgeschieden | 23     |
| Männer              |             |               |               |              |               |               |               |        |
| Patrick Koller      | Skicross    | 1:15,22 min   | 28            | 4            | ausgeschieden | ausgeschieden | ausgeschieden | 30     |
| Andreas Matt        | Skicross    | 1:13,13 min   | 3             | 2            | 2             | 2             | 2             | Silber |
| Markus Wittner      | Skicross    | 1:15,91 min   | 30            | 2            | 4             | ausgeschieden | ausgeschieden | 15     |
| Thomas Zangerl      | Skicross    | 1:13,44 min   | 5             | 3            | ausgeschieden | ausgeschieden | ausgeschieden | 18     |

### Nordische Kombination
| Athleten                                                   | Wettbewerb    | Skispringen | Skispringen | Langlauf    | Langlauf | Rang   |
| Athleten                                                   | Wettbewerb    | Punkte      | Rang        | Zeit        | Rang     | Rang   |
| ---------------------------------------------------------- | ------------- | ----------- | ----------- | ----------- | -------- | ------ |
| Männer                                                     |               |             |             |             |          |        |
| Christoph Bieler                                           | Normalschanze | 125,0       | 3           | 26:32,0 min | 34       | 25     |
| Christoph Bieler                                           | Großschanze   | 116,8       | 4           | 25:40,7 min | 18       | 10     |
| Bernhard Gruber                                            | Großschanze   | 127,0       | 1           | 25:43,7 min | 19       | Bronze |
| Felix Gottwald                                             | Normalschanze | 102,5       | 41          | 24:20,2 min | 2        | 14     |
| Felix Gottwald                                             | Großschanze   | 78,8        | 40          | 24:29,4 min | 1        | 17     |
| Mario Stecher                                              | Normalschanze | 122,5       | 7           | 25:08,7 min | 7        | 5      |
| Mario Stecher                                              | Großschanze   | 109,8       | 10          | 25:12,1 min | 8        | 8      |
| David Kreiner                                              | Normalschanze | 117,5       | 20          | 25:24,5 min | 15       | 15     |
| Bernhard Gruber David Kreiner Felix Gottwald Mario Stecher | Teamwettkampf | 479,9       | 3           | 48:55,6 min | 1        | Gold   |

### Rodeln
| Athlet                         | Wettbewerb   | Lauf 1   | Lauf 2   | Lauf 3   | Lauf 4   | Gesamt       | Gesamt |
| Athlet                         | Wettbewerb   | Lauf 1   | Lauf 2   | Lauf 3   | Lauf 4   | Zeit         | Rang   |
| ------------------------------ | ------------ | -------- | -------- | -------- | -------- | ------------ | ------ |
| Frauen                         |              |          |          |          |          |              |        |
| Veronika Halder                | Einsitzer    | 42,015 s | 41,881 s | 42,078 s | 42,143 s | 2:48,117 min | 12     |
| Nina Reithmayer                | Einsitzer    | 41,728 s | 41,563 s | 41,884 s | 41,839 s | 2:47,014 min | Silber |
| Männer                         |              |          |          |          |          |              |        |
| Wolfgang Kindl                 | Einsitzer    | 48,707 s | 48,755 s | 49,080 s | 48,673 s | 3:15,215 min | 9      |
| Daniel Pfister                 | Einsitzer    | 48,583 s | 48,707 s | 48,883 s | 48,553 s | 3:14,726 min | 6      |
| Manuel Pfister                 | Einsitzer    | 48,677 s | 48,835 s | 49,064 s | 48,693 s | 3:15,269 min | 10     |
| Tobias Schiegl Markus Schiegl  | Doppelsitzer | 41,727 s | 41,801 s | -        | -        | 1:23,528 min | 8      |
| Andreas Linger Wolfgang Linger | Doppelsitzer | 41,332 s | 41,373 s | -        | -        | 1:22,705 min | Gold   |

### Shorttrack
| Athlet            | Wettbewerb | Vorlauf      | Vorlauf | Viertelfinale | Viertelfinale | Halbfinale    | Halbfinale    | Finale        | Finale        | Rang |
| Athlet            | Wettbewerb | Zeit         | Rang    | Zeit          | Rang          | Zeit          | Rang          | Zeit          | Rang          | Rang |
| ----------------- | ---------- | ------------ | ------- | ------------- | ------------- | ------------- | ------------- | ------------- | ------------- | ---- |
| Frauen            |            |              |         |               |               |               |               |               |               |      |
| Veronika Windisch | 1000 m     | 1:32,775 min | 3       | ausgeschieden | ausgeschieden | ausgeschieden | ausgeschieden | ausgeschieden | ausgeschieden | 22   |
| Veronika Windisch | 1500 m     | 2:24,440 min | 5       | ausgeschieden | ausgeschieden | ausgeschieden | ausgeschieden | ausgeschieden | ausgeschieden | 25   |

### Skeleton
| Athlet                | Lauf 1  | Lauf 1 | Lauf 2  | Lauf 2 | Lauf 3  | Lauf 3 | Lauf 4  | Lauf 4 | Gesamt      | Gesamt |
| Athlet                | Zeit    | Rang   | Zeit    | Rang   | Zeit    | Rang   | Zeit    | Rang   | Zeit        | Rang   |
| --------------------- | ------- | ------ | ------- | ------ | ------- | ------ | ------- | ------ | ----------- | ------ |
| Herren                |         |        |         |        |         |        |         |        |             |        |
| Matthias Guggenberger | 52,75 s | 4      | 53,02 s | 6      | 53,03 s | 13     | 53,01 s | 10     | 3:31,81 min | 8      |

### Ski Alpin
Die Enttäuschung dieser Spiele aus österreichischer Sicht waren die alpinen Skiherren, die vier Jahre zuvor noch acht Medaillen gewinnen konnten und diesmal erstmals bei Olympischen Spielen überhaupt gänzlich leer ausgingen.
| Athleten             | Wettbewerbe       | 1. Lauf      | 2. Lauf      | Gesamt       | Gesamt       |
| Athleten             | Wettbewerbe       | 1. Lauf      | 2. Lauf      | Zeit         | Rang         |
| -------------------- | ----------------- | ------------ | ------------ | ------------ | ------------ |
| Frauen               |                   |              |              |              |              |
| Eva-Maria Brem       | Riesenslalom      | 1:15,38 min  | 1:12,24 min  | 2:27,62 min  | 7            |
| Anna Fenninger       | Abfahrt           | -            | -            | 1:49,95 min  | 25           |
| Anna Fenninger       | Super-G           | -            | -            | 1:22,30 min  | 16           |
| Anna Fenninger       | Super-Kombination | 1:27,19 min  | 46,08 s      | 2:13,27 min  | 16           |
| Andrea Fischbacher   | Abfahrt           | -            | -            | 1:45,68 min  | 4            |
| Andrea Fischbacher   | Super-G           | -            | -            | 1:20,14 min  | Gold         |
| Elisabeth Görgl      | Abfahrt           | -            | -            | 1:45,65 min  | Bronze       |
| Elisabeth Görgl      | Super-G           | -            | -            | 1:21,14 min  | 5            |
| Elisabeth Görgl      | Riesenslalom      | 1:15,12 min  | 1:12,13 min  | 2:27,25 min  | Bronze       |
| Elisabeth Görgl      | Slalom            | 54,01 s      | 51,96 s      | 1:44,97 min  | 7            |
| Elisabeth Görgl      | Super-Kombination | 1:25,60 min  | 47,98 s      | 2:13,58 min  | 18           |
| Michaela Kirchgasser | Riesenslalom      | 1:16,26 min  | 1:12,14 min  | 2:28,40 min  | 15           |
| Michaela Kirchgasser | Slalom            | 52,31 s      | DNF          | DNF          | DNF          |
| Michaela Kirchgasser | Super-Kombination | 1:27,09 min  | 44,26 s      | 2:11,35 min  | 9            |
| Regina Mader         | Abfahrt           | -            | -            | 1:47,53 min  | 14           |
| Marlies Schild       | Slalom            | 51,40 s      | 51,92 s      | 1:43,32 min  | Silber       |
| Nicole Schmidhofer   | Super-G           | DNF          | DNF          | DNF          | DNF          |
| Kathrin Zettel       | Riesenslalom      | 1:15,28 min  | 1:12,25 min  | 2:27,53 min  | 5            |
| Kathrin Zettel       | Slalom            | 52,59 s      | 53,00 s      | 1:45,59 min  | 13           |
| Kathrin Zettel       | Super-Kombination | 1:26,01 min  | 44,49 s      | 2.10,50 min  | 4            |
| Männer               |                   |              |              |              |              |
| Romed Baumann        | Riesenslalom      | 1:17,29 min  | 1:21,51 min  | 2:38,80 min  | 5            |
| Romed Baumann        | Super-Kombination | DNF          | DNF          | DNF          | DNF          |
| Hans Grugger         | Abfahrt           | -            | -            | 1:55,81 min  | 22           |
| Reinfried Herbst     | Slalom            | 49,23 s      | 51,55 s      | 1:40,78 min  | 10           |
| Marcel Hirscher      | Riesenslalom      | 1:17,48 min  | 1:21,04 min  | 2:38,52 min  | 4            |
| Marcel Hirscher      | Slalom            | 48,92 s      | 51,28 s      | 1:40,20 min  | 5            |
| Klaus Kröll          | Abfahrt           | -            | -            | 1:54,87 min  | 9            |
| Mario Matt           | Ohne Einsatz      | Ohne Einsatz | Ohne Einsatz | Ohne Einsatz | Ohne Einsatz |
| Manfred Pranger      | Slalom            | DNF          | DNF          | DNF          | DNF          |
| Benjamin Raich       | Super-G           | -            | -            | 1:31,35 min  | 14           |
| Benjamin Raich       | Riesenslalom      | 1:17,66 min  | 1:21,17 min  | 2:38,83 min  | 6            |
| Benjamin Raich       | Slalom            | 48,33 s      | 51,48 s      | 1:39,81 min  | 4            |
| Benjamin Raich       | Super-Kombination | 1:54,70 min  | 51,43 s      | 2:46,13 min  | 6            |
| Hannes Reichelt      | Ohne Einsatz      | Ohne Einsatz | Ohne Einsatz | Ohne Einsatz | Ohne Einsatz |
| Mario Scheiber       | Abfahrt           | -            | -            | 1:54,52 min  | 4            |
| Mario Scheiber       | Super-G           | -            | -            | 1:31,93 min  | 20           |
| Philipp Schörghofer  | Riesenslalom      | 1:18,37 min  | 1:21,00 min  | 2:39,37 min  | 12           |
| Georg Streitberger   | Super-G           | -            | -            | 1:31,49 min  | 17           |
| Georg Streitberger   | Super-Kombination | 1:55,55 min  | DNS          | DNF          | DNF          |
| Michael Walchhofer   | Abfahrt           | -            | -            | 1:54,88 min  | 10           |
| Michael Walchhofer   | Super-G           | -            | -            | 1:32,00 min  | 21           |

### Skilanglauf
| Athleten        | Wettbewerbe       | Zeit        | Rang |
| --------------- | ----------------- | ----------- | ---- |
| Frauen          |                   |             |      |
| Kateřina Smutná | 15 km Verfolgung  | 42:50,3 min | 29   |
| Kateřina Smutná | 30 km Massenstart | 1:37:51,3 h | 33   |

| Athleten        | Wettbewerbe | Qualifikation | Qualifikation | Viertelfinale | Viertelfinale | Halbfinale | Halbfinale | Finale        | Finale        | Rang |
| Athleten        | Wettbewerbe | Zeit          | Rang          | Zeit          | Rang          | Zeit       | Rang       | Zeit          | Rang          | Rang |
| --------------- | ----------- | ------------- | ------------- | ------------- | ------------- | ---------- | ---------- | ------------- | ------------- | ---- |
| Frauen          |             |               |               |               |               |            |            |               |               |      |
| Kateřina Smutná | Sprint      | 3:45,03 min   | 12            | 3:40,5 min    | 2             | 3:45,1 min | 6          | ausgeschieden | ausgeschieden | 11   |

### Skispringen
| Athleten                                                                | Wettbewerb             | 1. Durchgang                    | 1. Durchgang | 1. Durchgang | 2. Durchgang                    | 2. Durchgang | 2. Durchgang | Gesamt       | Gesamt       |
| Athleten                                                                | Wettbewerb             | Weite                           | Punkte       | Rang         | Weite                           | Punkte       | Rang         | Punkte       | Rang         |
| ----------------------------------------------------------------------- | ---------------------- | ------------------------------- | ------------ | ------------ | ------------------------------- | ------------ | ------------ | ------------ | ------------ |
| Martin Koch                                                             | Ohne Einsatz           | Ohne Einsatz                    | Ohne Einsatz | Ohne Einsatz | Ohne Einsatz                    | Ohne Einsatz | Ohne Einsatz | Ohne Einsatz | Ohne Einsatz |
| Wolfgang Loitzl                                                         | Normalschanze          | 100,0 m                         | 124,5        | 12           | 102,5 m                         | 130,5        | 8            | 255,0        | 11           |
| Wolfgang Loitzl                                                         | Großschanze            | 129,5 m                         | 124,1        | 6            | 121,5 m                         | 106,2        | 22           | 230,3        | 10           |
| Andreas Kofler                                                          | Normalschanze          | 98,0 m                          | 121,0        | 17           | 98,5 m                          | 120,5        | 21           | 241,5        | 19           |
| Andreas Kofler                                                          | Großschanze            | 131,5 m                         | 127,2        | 4            | 135,0 m                         | 134,0        | 4            | 261,2        | 4            |
| Thomas Morgenstern                                                      | Normalschanze          | 102,0 m                         | 130,0        | 4            | 101,5 m                         | 128,5        | 11           | 258,5        | 8            |
| Thomas Morgenstern                                                      | Großschanze            | 129,5 m                         | 123,6        | 7            | 129,5 m                         | 123,1        | 8            | 246,7        | 5            |
| Gregor Schlierenzauer                                                   | Normalschanze          | 101,5 m                         | 128,0        | 7            | 106,5 m                         | 140,0        | 2            | 268,0        | Bronze       |
| Gregor Schlierenzauer                                                   | Großschanze            | 130,5 m                         | 125,4        | 5            | 136,0 m                         | 136,8        | 2            | 262,2        | Bronze       |
| Wolfgang Loitzl Andreas Kofler Thomas Morgenstern Gregor Schlierenzauer | Großschanze Mannschaft | 138,0 m 132,0 m 135,5 m 140,5 m | 547,3        | 1            | 138,5 m 142,0 m 135,0 m 146,5 m | 560,6        | 1            | 1.107,9      | Gold         |

### Snowboard
| Athleten           | Wettbewerbe           | Qualifikation | Qualifikation | Achtelfinale          | Achtelfinale  | Viertelfinale       | Viertelfinale | Halbfinale                 | Halbfinale    | Finale / Platz 3         | Finale / Platz 3 | Rang   |
| Athleten           | Wettbewerbe           | Zeit          | Rang          | Gegner                | Zeit          | Gegner              | Zeit          | Gegner                     | Zeit          | Gegner                   | Zeit             | Rang   |
| ------------------ | --------------------- | ------------- | ------------- | --------------------- | ------------- | ------------------- | ------------- | -------------------------- | ------------- | ------------------------ | ---------------- | ------ |
| Frauen             |                       |               |               |                       |               |                     |               |                            |               |                          |                  |        |
| Doris Günther      | Parallel-Riesenslalom | 1:23,20 min   | 3             | Selina Jörg           | +0,41 s       | ausgeschieden       | ausgeschieden | ausgeschieden              | ausgeschieden | ausgeschieden            | ausgeschieden    |        |
| Marion Kreiner     | Parallel-Riesenslalom | 1:22,52 min   | 1             | Annamari Dantscha     | −2,29 s       | Anke Karstens       | −8,34 s       | Jekaterina Iljuchina       | +0,14 s       | Selina Jörg              | −2,29 s          | Bronze |
| Ina Meschik        | Parallel-Riesenslalom | 1:24,51 min   | 11            | Camille de Faucompret | −4,48 s       | Selina Jörg         | −0,08 s       | Trostrunde Claudia Riegler | DNF           | Trostrunde Anke Karstens | +0,64 s          | 6      |
| Claudia Riegler    | Parallel-Riesenslalom | 1:23,74 min   | 7             | Tomoka Takeuchi       | −12,68 s      | Nicolien Sauerbreij | −0,30 s       | Trostrunde Ina Meschik     | DNF           | Trostrunde Amelie Kober  | DNS              | 7      |
| Männer             |                       |               |               |                       |               |                     |               |                            |               |                          |                  |        |
| Siegfried Grabner  | Parallel-Riesenslalom | DNF           | DNF           | DNF                   | DNF           | DNF                 | DNF           | DNF                        | DNF           | DNF                      | DNF              | DNF    |
| Benjamin Karl      | Parallel-Riesenslalom | 1:17,45 min   | 4             | Aaron March           | −2,27 s       | Žan Košir           | DSQ           | Mathieu Bozzetto           | −3,70 s       | Jasey-Jay Anderson       | +0,35 s          | Silber |
| Andreas Prommegger | Parallel-Riesenslalom | 1:16,49 min   | 1             | Chris Klug            | DSQ           | ausgeschieden       | ausgeschieden | ausgeschieden              | ausgeschieden | ausgeschieden            | ausgeschieden    | 9      |
| Ingemar Walder     | Parallel-Riesenslalom | DSQ           | 29            | ausgeschieden         | ausgeschieden | ausgeschieden       | ausgeschieden | ausgeschieden              | ausgeschieden | ausgeschieden            | ausgeschieden    | 29     |

| Athleten        | Wettbewerbe    | Qualifikation | Qualifikation | Achtelfinale | Viertelfinale | Halbfinale    | Finale A/B    | Rang |
| Athleten        | Wettbewerbe    | Zeit          | Rang          | Rang         | Rang          | Rang          | Rang          | Rang |
| --------------- | -------------- | ------------- | ------------- | ------------ | ------------- | ------------- | ------------- | ---- |
| Frauen          |                |               |               |              |               |               |               |      |
| Doresia Krings  | Snowboardcross | 1:28,98 min   | 10            | 3            | ausgeschieden | ausgeschieden | ausgeschieden | 10   |
| Maria Ramberger | Snowboardcross | 1:33,08 min   | 16            | 4            | ausgeschieden | ausgeschieden | ausgeschieden | 16   |
| Manuela Riegler | Snowboardcross | DNS           | DNS           | DNS          | DNS           | DNS           | DNS           | DNS  |
| Männer          |                |               |               |              |               |               |               |      |
| Mario Fuchs     | Snowboardcross | 1:21,53 min   | 5             | 2            | 2             | 3             | 2             | 6    |
| Lukas Grüner    | Snowboardcross | 1:22,04 min   | 12            | 1            | 1             | 4             | 3             | 7    |
| Markus Schairer | Snowboardcross | 1:23,33 min   | 21            | 3            | ausgeschieden | ausgeschieden | ausgeschieden | 23   |